# Aalst
Aalst (tiếng Pháp: Alost) là một thành phố và đô thị bên sông Dender, cự ly 19 dặm Anh về phía tây bắc Brussels. Thành phố tọa lạc ở tỉnh Oost-Vlaanderen. Đô thị này bao gồm thành phố Aalst và các làng Baardegem, Erembodegem, Gijzegem, Herdersem, Hofstade, Meldert, Moorsel, và Nieuwerkerken-Aalst. 

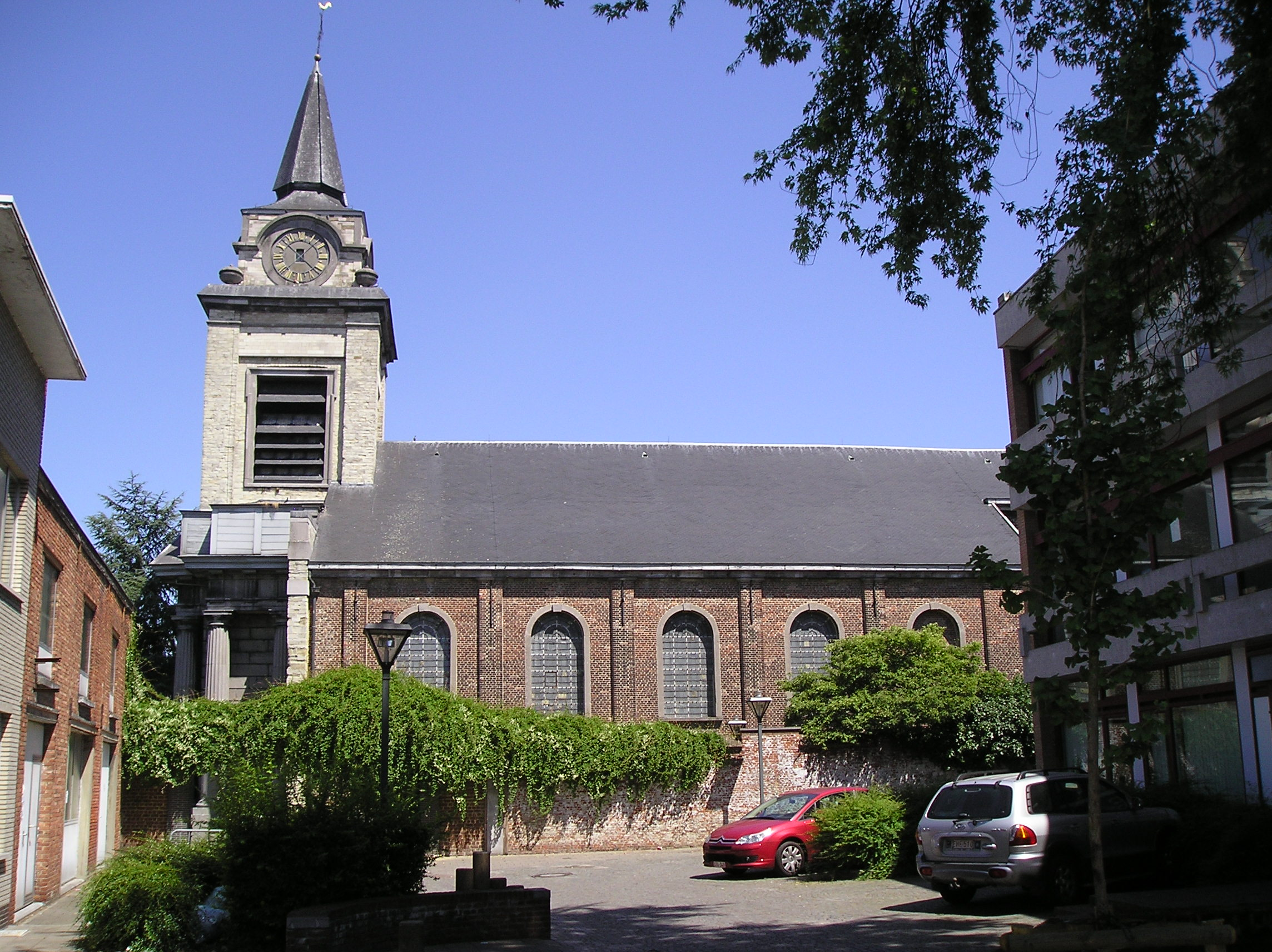
Giáo đường, Aalst

Tài liệu ghi chép lịch sử về Aalst có từ thế kỷ 9, khi đó được gọi là villa Alost, một khu vực thuộc Nhà thờ Lobbes. Trong thời kỳ Trung cổ, một thị xã và cảng đã phát triển tại địa điểm chiến lược này, nơi tuyến đường từ Bruges đến Köln qua Dender. Tòa thị chính được xây vào thế kỷ 12, là tòa thị chính xưa nhất còn tồn tại ở Bỉ..

## Dân địa phương nổi tiếng
- Pieter Coecke van Aelst (1502-1550), họa sĩ
- Adolf Daens (1839-1907), nhà chính trị
- Franz Cumont (1868-1947), nhà khảo cổ, nhà sử học
- Louis D'Haeseleer (1911-1988), nhà chính trị
- Louis Paul Boon (1912-1979), nhà văn
- Mark De Bie (sinh năm 1939), nhà văn
- Sabine Appelmans (sinh năm 1972), tuyển thủ quần vợt
- Peter Van Der Heyden (sinh năm 1976), cầu thủ bóng đá
- Rik D'Hiet (sinh năm 1965), nhà văn
- Dimitri Verhulst (sinh năm Aalst, 1972), nhà văn và nhà thơ.

## Thành phố kết nghĩa
- Bulgaria: Gabrovo